# Ranalisma
Ranalisma Stapf – rodzaj roślin błotnopączkowych z rodziny żabieńcowatych (Alismataceae), obejmujący dwa gatunki: Ranalisma humile (Rich. ex Kunth) Hutch., pochodzący z tropikalnej Afryki, i Ranalisma rostrata Stapf, pochodzący z Chin, Wietnamu i Malezji.
Nazwa naukowa rodzaju została złożona z dwóch innych rodzajów roślin: Ranunculus (jaskier) i Alisma (żabieniec), będącego rodzajem typowym rodziny żabieńcowatych, i odnosi się do podobieństwa kwiatów i owoców roślin zaliczanych do tego rodzaju i niektórych gatunków jaskrów.

## Morfologia
Zielne rośliny wodne lub błotne. Liście zanurzone, pływające lub wynurzone, długoogonkowe, o jajowatej do jajowato-eliptycznej blaszce. Kwiaty obupłciowe, zwykle pojedyncze, rzadziej 2–3 zebrane w baldach, wyrastają na głąbiku. Okwiat podwójny. Płatki korony większe lub tej samej wielkości co działki kielicha. Każdy kwiat składa się z 9 pręcików i licznych, wolnych, jednozalążkowych owocolistków, zebranych spiralnie w niemal kulistą główkę. Szyjki słupków wzniesione. Owocami są bocznie spłaszczone niełupki z długim dzióbkiem.

## Systematyka
Według Angiosperm Phylogeny Website (aktualizowany system APG IV z 2016) należy do rodziny żabieńcowatych (Alismataceae) w obrębie rzędu żabieńcowców (Alismatales) należącego do kladu jednoliściennych. 

## Zagrożenie i ochrona
Gatunek Ranalisma humile umieszczony jest w Czerwonej księdze gatunków zagrożonych ze statusem LC (mniejszej troski). Gatunek tek uznany został za rozpowszechniony, o dużej i stabilnej populacji, jednak potencjalnie zagrożony utratą siedlisk, związaną z rozwojem rolnictwa, ekspansją gatunków inwazyjnych, budową tam i katastrofami naturalnymi, w tym suszami.